# 汐入公園
汐入公園（しおいりこうえん）は、東京都荒川区にある都立公園で、白鬚西地区市街地再開発事業によって整備された。再開発地区のほぼ中央及び東側に位置し、隅田川に隣接している。都道314号言問大谷田線が公園東部を縦断しており、一部はトンネル化されている。
付近は再開発により、汐入都営住宅や高層マンションが多く建設され、景観が大きく変わった地域である。

## 歴史

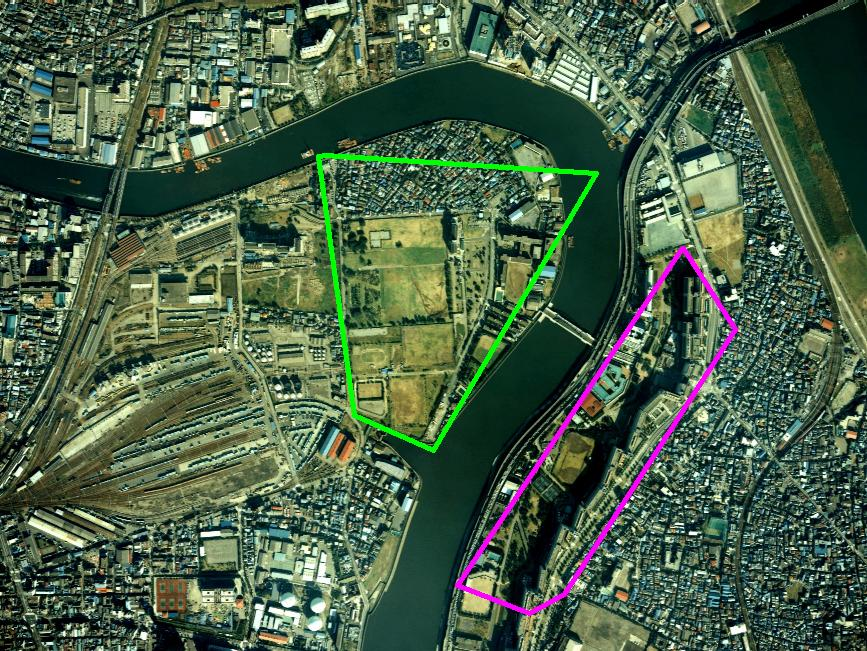
白鬚西地区（緑色の枠内）は、住･商･工が混在する密集市街地であった。桃色の枠内は再開発が完了した白鬚東地区。（1989年）

当公園がある白鬚西地区は、明治末期から大正期にかけて大規模工場が進出し、大日本紡績（現・ユニチカ）や鐘淵紡績（現・クラシエ）が存在した。昭和46年から昭和51年にかけてこれらの工場が移転すると、東京都が跡地を買収し、昭和63年から市街地再開発事業に着手した。当公園は、区部中央部に位置し、対岸の東白鬚公園とともに江東地区の防災拠点として計画された。併せて千住汐入大橋が架橋されると、足立区、荒川区、葛飾区を繋ぐ結節点に位置することとなり、防災上重要な役割を担っている。

## 概要
当公園は、「豊かで多様な水辺と緑に彩られた、活力と潤いのある川辺のひろば公園」を基本テーマとしている。また、災害時には約12万人を収容する広域避難場所に指定されており、復旧・救援活動の拠点としての機能も有する。耐震性能にすぐれたスーパー堤防が周囲1kmにわたって整備されており、散策路やサイクリングロードとしても利用されている。
- 所在地：荒川区南千住八丁目
- 開園：2006年（平成18年）4月1日
- 面積：12.6ha
- 開園時間：常時
- 料金：入園無料（一部施設は有料）
- 駐車場：114台（有料）

### 主な施設
- ピクニック広場
- 多目的広場
- テニスコート
- 野外ステージ
- ジョギング・サイクリングコース
- 隅田川テラス他

### 防災設備
- 臨時ヘリポート
- 非常用トイレ
- 備蓄倉庫
- 応急給水槽（約10万トン）他

## 公園内の保育園
国家戦略特区制度の規制緩和を受けて、広々とした公園を園庭として使い、地域住民とも触れ合える「開かれた保育所」として、2017年4月1日に認可保育園「にじの森保育園」が汐入公園内に開園した。園長の渡辺真弓は『朝日新聞』の取材に対し「こんなに大きな『園庭』は私も初めて。自然の中で地域の人たちとも触れ合い、思い切り遊んでほしい」とコメントしている。

## アクセス
- 南千住駅より徒歩12分
（JR常磐線／東京メトロ日比谷線／つくばエクスプレス）
- 東武伊勢崎線 鐘ヶ淵駅より徒歩12分
- 京成本線 京成関屋駅より徒歩10分